# Alyssoides cretica
Alyssoides cretica là một loài thực vật có hoa trong họ Cải. Loài này được (L.) Medik. mô tả khoa học đầu tiên năm 1789.